# Monte Velino
El monte Velino es la cima más elevada de la cadena Velino-Sirente y la tercera de los Apeninos. Está situado en los montes Abruzos, a poca distancia del confín con el Lacio, entre la cuenca del Fucino y los valles de los ríos Aterno, Salto y Velino. 
Su altitud es de 2486 metros. Es una montaña árida, sin carreteras y tiene al lado el monte Cafornia. Queda dentro del Parque Regional Sirente Velino. 
Se caracteriza por la presencia de barrancas y brechas y un aspecto desolado y desértico, aunque presenta también una flora y vegetación particular. La fauna es similar a los demás montes de los Apeninos centrales: hay lobos y jabalíes.
- Datos: Q2631149
- Multimedia: Monte Velino / Q2631149